# Kenton Vale, Kentucky
Kenton Vale är en stad (city) i Kenton County i delstaten Kentucky, USA. 2010 hade staden 110 invånare.